# Giuseppe Bazzell
Giuseppe Bazzell (Pisa, 6 giugno 1906 – ...) è stato un calciatore italiano, di ruolo attaccante.

## Carriera
Debutta in Prima Divisione con il Pisa nella stagione 1922-1923.
Con i toscani gioca per quattro anni nella massima serie, totalizzando 39 presenze e segnando 7 reti.